# Spaelotis spania
Spaelotis spania är en fjärilsart som beskrevs av Rudolf Püngeler 1906. Spaelotis spania ingår i släktet Spaelotis och familjen nattflyn. Inga underarter finns listade i Catalogue of Life.